# مؤتمر برلين (1878)

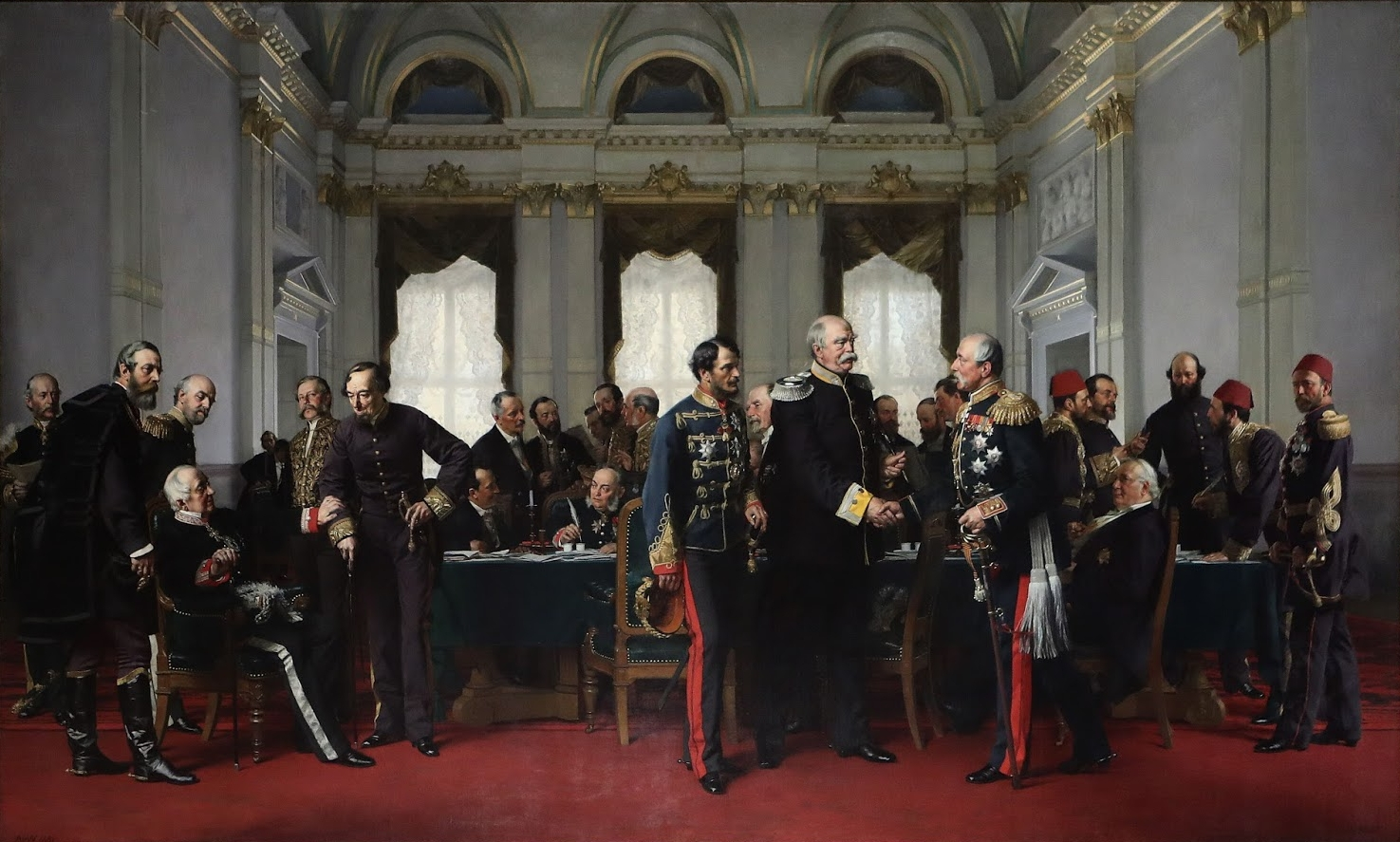
مؤتمر برلين بريشة أنطوان فون فيرنو.

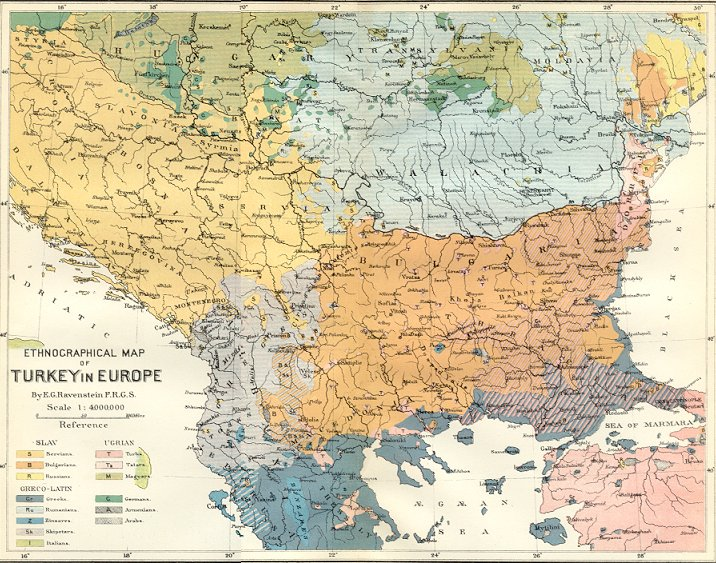
خارطة التكوين الإثني في البلقان للخرائطي الألماني الإنجليزي إيرنست غورغ في 1870.

كان اجتماع برلين (13 يونيو- 13 يوليو 1878) اجتماعًا لممثّلي القوى العظمى الست في ذلك الوقت (روسيا وبريطانيا العظمى وفرنسا والإمبراطورية النمساوية المجرية وإيطاليا وألمانيا) والإمبراطورية العثمانية وأربع دول بلقان (اليونان وصربيا ورومانيا والجبل الأسود). هدفَ المؤتمر إلى رسم حدود أراضي الدول في شبه جزيرة البلقان في أعقاب الحرب الروسية التركية بين عامي 1877 و1878 وانتهت بتوقيع معاهدة برلين التي حلّت محلّ معاهدة سان ستيفانو الأولية والتي جرى توقيعها قبل ثلاثة أشهر بين روسيا والإمبراطورية العثمانية.
أدرك المستشار الألماني أوتو فون بسمارك، الذي تعهّد بإرساء الاستقرار في دول البلقان، بتهاوي قوّة الإمبراطورية العثمانية والمصالح المشتركة الواضحة لبريطانيا وروسيا والإمبراطورية النمساوية المجرية. في الوقت نفسه، حاول تقليص المكاسب الروسية في المنطقة ومنع ظهور بلغاريا الكبرى. نتيجةً لذلك، انحسرت الأراضي العثمانية في أوروبا انحسارًا حادًا، واعتُبِرت بلغاريا إمارةً مستقلة داخل الإمبراطورية العثمانية، واستعاد الأتراك الروملي الشرقي وخضع لإدارة خاصة وعادت منطقة مقدونيا مباشرة لحكم الأتراك، الذين وعدوا بالإصلاح.
حقّقت رومانيا الاستقلال التام، لتضطّر إلى تسليم جزء من بيسارابيا إلى روسيا، لتحصل على دبروجة الشمالية. حصلت صربيا والجبل الأسود أخيرًا على استقلالهما الكامل ولكن بمساحة أراضٍ أصغر، مع احتلال الإمبراطورية النمساوية المجرية لإقليم السنجق (راشكا). استولت الإمبراطورية النمساوية المجرية أيضًا على البوسنة والهرسك، وسيطرت بريطانيا على قبرص.
لاقت النتائج الترحيب في البداية كإنجازٍ كبيرٍ في صنع السلام وتحقيق الاستقرار. ومع ذلك، لم يكن معظم المشاركين راضين تمامًا، وتلاشت المظالم على النتائج إلى حين تفجّرها في حرب البلقان الأول والثانية في 1912-1913 وفي النهاية وقوع الحرب العالمية الأولى في عام 1914. حقّقت صربيا وبلغاريا واليونان مكاسب، لكن الجميع حصلوا على أقل بكثير مما اعتقدوا أنهم يستحقون.
تعرّضت الإمبراطورية العثمانية، التي كانت تسمّى آنذاك «رجل أوروبا المريض»، للإذلال وأُضعِفت بشدّة، مما جعلها أكثر عرضة للاضطرابات الداخلية وأكثر ضعفًا لتلقّي الهجوم.
على الرغم من أن روسيا كانت منتصرة في الحرب التي سبقت المؤتمر، إلا أنها تعرّضت للإهانة هناك واستاءت من المعاملة التي لاقتها. حصلت النمسا على مساحةٍ كبيرة من الأراضي، مما أغضب السلافيين الجنوبيين، وأدّى إلى عقود من التوترات في البوسنة والهرسك.
أصبح بسمارك مرمىً للكراهية لدى القوميين الروس والقوميين السلافيين، وكان ليجد أنه قد ربط ألمانيا ربطًا وثيقًا بالإمبراطورية النمساوية المجرية في البلقان.
على المدى الطويل، اشتدّت التوترات بين روسيا والإمبراطورية النمساوية المجرية، وكذلك مسألة الجنسية في البلقان. وكان المؤتمر يهدف إلى مراجعة معاهدة سان ستيفانو والإبقاء على القسطنطينية في أيدي العثمانيين. وتنصّل المؤتمر من انتصار روسيا على الإمبراطورية العثمانية المتداعية في الحرب الروسية التركية. أعاد المؤتمر الأراضي إلى الإمبراطورية العثمانية، والتي كانت المعاهدة السابقة قد منحتها لإمارة بلغاريا، وعلى الأخص مقدونيا، مما ولّد رغبةً قوية للثأر في بلغاريا، وأدّى بالتالي إلى اندلاع حرب البلقان الأولى في عام 1912.

## خلفية الأحداث

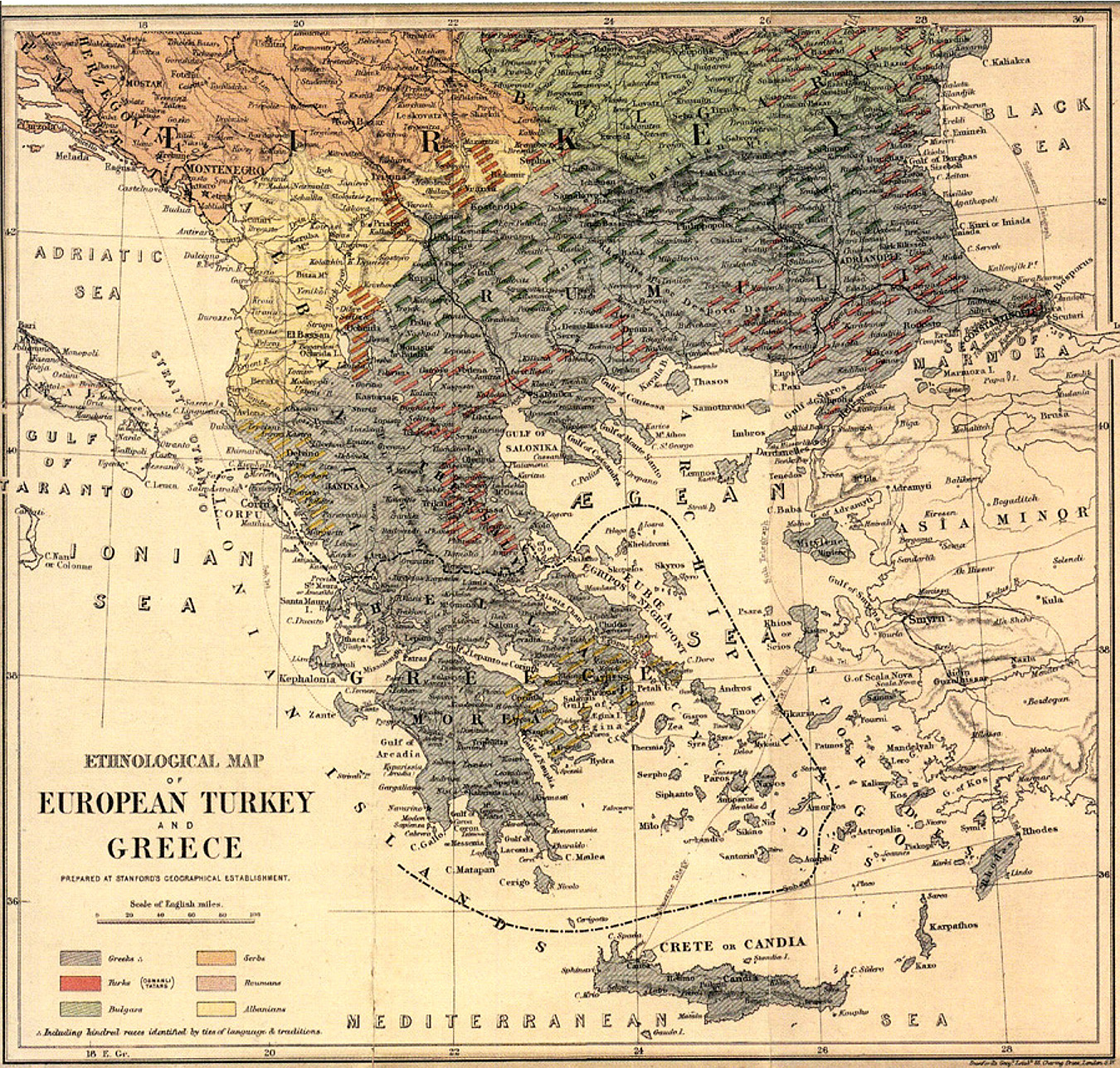
خريطة عرقية للبلقان عام 1877 بواسطة إدوارد ستانفورد: مؤتمر برلين 1878 وتقسيم البلقان وتأثيراته على السياسات الأوروبية والعلاقات الدولية.

في العقود التي سبقت انعقاد المؤتمر، كانت روسيا ودول البلقان قد خضعت لسيطرة السلافيين القوميين، وهي حركة تهدف إلى توحيد جميع السلافيين في دول البلقان تحت حكم واحد. تلك الرغبة، التي تطوّرت بطريقة مشابهة إلى رابطة الشعوب الجرمانية وحركة توحيد إيطاليا، والتي أسفرت عن عمليتي توحيد، اتخذت أشكالًا متباينة في مختلف الدول السلافية. في الإمبراطورية الروسية، كانت القومية السلافية تعني إنشاء دولة سلافية موحّدة، وبموجب التوجيه الروسي، وبصورة أساسية عبارة عن غزوٍ روسي لشبه جزيرة البلقان. ويؤدي تحقيق هذا الهدف إلى بسط سيطرةٍ روسية على الدردنيل والبوسفور، وبالتالي منح روسيا سيطرةً اقتصادية على البحر الأسود وزيادة قوّتها الجيوسياسية زيادةً كبيرة. في البلقان، كانت القومية السلافية تفترض توحيد سلافيي البلقان تحت حكم دولة معيّنة من دول البلقان، لكن الدولة التي كان من المفترض أن تكون بمثابة موقعٍ للتوحيد لم تكن واضحة دائمًا، وكان يفترض تنفيذ المبادرة بين صربيا وبلغاريا. كان الهدف من إنشاء العثمانيين لإكسارخوسٍ بلغاري في عام 1870 فصل البلغاريين دينيًا عن البطريركية اليونانية، وفصلهم سياسيًا عن صربيا. من وجهة نظر البلقان، كان توحيد شبه الجزيرة بحاجة إلى إقليم بييمونتي كقاعدة وفرنسا المقابلة كراعية.
على الرغم من اختلاف وجهات النظر حول الكيفية التي ينبغي أن تمضي بها السياسة البلقانية، بدأ كلاهما بخلع السلطان كحاكم للبلقان وإقصاء العثمانيين من أوروبا. تبقى الكيفية وفيما إذا كانت هذه السياسة ستمضي قدمًا هي السؤال الرئيسي الذي يجب الإجابة عليه في مؤتمر برلين.

## القوى العظمى في دول البلقان
كانت البلقان مرحلة رئيسية للمنافسة بين القوى العظمى الأوروبية في النصف الثاني من القرن التاسع عشر. كان لبريطانيا وروسيا مصالح في مصير البلقان. كانت روسيا مهتمةً بالمنطقة، من الناحية الإيديولوجية باعتبارها موحّدة للقومية السلافية؛ وعمليًا، لضمان بسط سيطرةٍ أكبر على البحر المتوسط؛ بينما كانت بريطانيا مهتمةً بمنع روسيا من تحقيق أهدافها. علاوة على ذلك، أحبط توحيد إيطاليا وألمانيا قدرة قوّة أوروبيةٍ ثالثة، أي الإمبراطورية النمساوية المجرية، على توسيع نطاقها إلى الجنوب الغربي. لم يكن لدى ألمانيا، باعتبارها أقوى دولة أوروبية بعد الحرب الفرنسية البروسية عام 1871، اهتمامٌ كبير مباشر بالتسويّة، وبالتالي كانت القوّة الوحيدة التي يمكنها التوسّط في مسألة البلقان.
تحالفت روسيا والإمبراطورية النمساوية المجرية، وهما القوّتان الأكثر استثمارًا لمصير البلقان، مع ألمانيا في رابطة الأباطرة الثلاثة المحافظة، التي تأسّست للحفاظ على ممالك أوروبا القارية. وهكذا كان مؤتمر برلين في الأساس نزاعًا بين الحلفاء المفترضين لبسمارك وإمبراطوريته الألمانية، وهو الوسيط في المناقشات، وعليهم، بالتالي، أن يختارو قبل نهاية المؤتمر أحد حلفائهم لدعمه. وكان لهذا القرار تبعاته المباشرة على المستقبل الجيوسياسي لأوروبا.
أثارت الوحشية العثمانية في الحرب الصربية العثمانية والقمع العنيف لانتفاضة الهرسك الضغوط السياسية داخل روسيا، التي اعتبرت نفسها حاميةً للصرب، للتصدّي للإمبراطورية العثمانية. كتب ديفيد ماكينزي: «كان التعاطف مع المسيحيين الصرب جليًّا في أوساط البلاط، بين الدبلوماسيين القوميين، وفي الطبقات الدنيا، وعبّرت اللجان السلافية عن هذا التعاطف بحفاوة».
في نهاية المطاف، سعت روسيا وحصلت على تعهّد من الإمبراطورية النمساوية المجرية بالتزام الحياد الخيري في الحرب المُقبلة، مقابل التخلّي عن البوسنة والهرسك لصالح الإمبراطورية النمساوية المجرية في اتفاقية بودابست عام 1877.

## معاهدة سان ستيفانو
بعد انتفاضة أبريل البلغارية في عام 1876 والانتصار الروسي في الحرب الروسية التركية التي استمرّت خلال عامي 1877 و1878، أقدمت روسيا على تحرير جميع الأراضي الأوروبية تقريبًا الخاضعة للحكم العثماني. اعترف العثمانيون بالجبل الأسود ورومانيا وصربيا دولًا مستقلّة، وتوسّعت أراضي الدول الثلاثة. أسّست روسيا إمارةً كبيرة في بلغاريا باعتبارها مستقلة تابعة لحكم السلطان. وسّعت روسيا من دائرة نفوذها لتشمل كامل دول البلقان، الأمر الذي أثار قلق القوى الأخرى في أوروبا. لم ترغب بريطانيا، التي لوّحت بالحرب مع روسيا إذا ما احتلت الأخيرة القسطنطينية، وفرنسا في تدخّل قوّة ٍأخرى في البحر الأبيض المتوسط أو في الشرق الأوسط، حيث كانت كلتا القوّتين على استعداد لتحقيق مكاسب استعمارية واسعة. أرادت الإمبراطورية النمساوية المجرية من إمبراطورية هابسبورغ أن تبسط سيطرتها على دول البلقان، بينما أرادت ألمانيا منع حليفتها من الدخول في الحرب. دعا المستشار الألماني أوتو فون بسمارك إلى عقد مؤتمر برلين لمناقشة تقسيم البلقان العثماني بين القوى الأوروبية والحفاظ على عصبة الأباطرة الثلاثة في مواجهة انتشار الليبرالية الأوروبية.
حضر المؤتمر كل من بريطانيا والإمبراطورية النمساوية المجرية وفرنسا وألمانيا وإيطاليا وروسيا والإمبراطورية العثمانية. حضرت وفودٌ من اليونان ورومانيا وصربيا والجبل الأسود الجلسات التي تخصّ دولهم، لكنهم لم يكونوا أعضاءً في المؤتمر. التمس المؤتمر دعوة منافسي الروس، وخاصةً الإمبراطورية النمساوية المجرية وبريطانيا، واستضافه أوتو فون بسمارك في عام 1878. اقترح معاهدة برلين وصدّق عليها. عُقدت الاجتماعات في مستشارية الرايخ الخاصّة ببسمارك، قصر الرادزفيل سابقًا، في الفترة من 13 يونيو 1878 إلى 13 يوليو 1878. نقّح المؤتمر أو ألغى 18 مادة من أصل 29 مادة في معاهدة سان ستيفانو. علاوةً على ذلك، من خلال استخدام معاهدتي باريس (1856) و واشنطن (1871)، أعادت المعاهدة هيكلة الشرق.

## أهم شروط المعاهدة
من أهم شروط المعاهدة:
1. استقلال بلغاريا وتعديل في حدودها.
2. ضم البوسنة والهرسك للنمسا.
3. استقلال الصرب والجبل الأسود.

## أبرز الشخصيات الحاضرة
- بينجامين دزرائيلي
- روبرت سيسل
- أوتو فون بسمارك
- الأمير شلودفيغ
- محمد رؤوف باشا بن عبدي باشا الجركسي